# Баркова (балка)
Баркова (рос. Б. Барковая) — балка (річка) в Україні у Новомосковському районі Дніпропетровської області. Права притока Самари (басейн Дніпра).

## Опис
Довжина річки прибдизно 13,36 км, найкоротша відстань між витоком і гирлом — 12,58  км, коефіцієнт звивистості річки — 1,06 . Формується декількома балками та загатами. На деяких у частках річка пересихає.

## Розташування
Бере початок у селі Надеждівка. Тече переважно на південний захід і у селі Андріївці впадає у річку Самарку, ліву притоку Дніпра.
Населені пункти вздовж берегової смуги: Всесвятське.

## Цікаві факти
- Біля витоку річки на східній стороні на відстані приблизно 391,40 м пролягає автошлях Т 0422[2] (автомобільний шлях територіального значення у Дніпропетровській області. Пролягає територією Павлоградського та Новомосковського районів через Павлоград — Надеждівку — Голубівку. Загальна довжина — 56,2 км.).
- На північній стороні від села Всесвятське на правому березі річки розтошований бутік-готель Відрядне[2].
- У XIX столітті на балці існувало декілька скотних дворів та вітряних млинів[1].